# Thorsten Faas

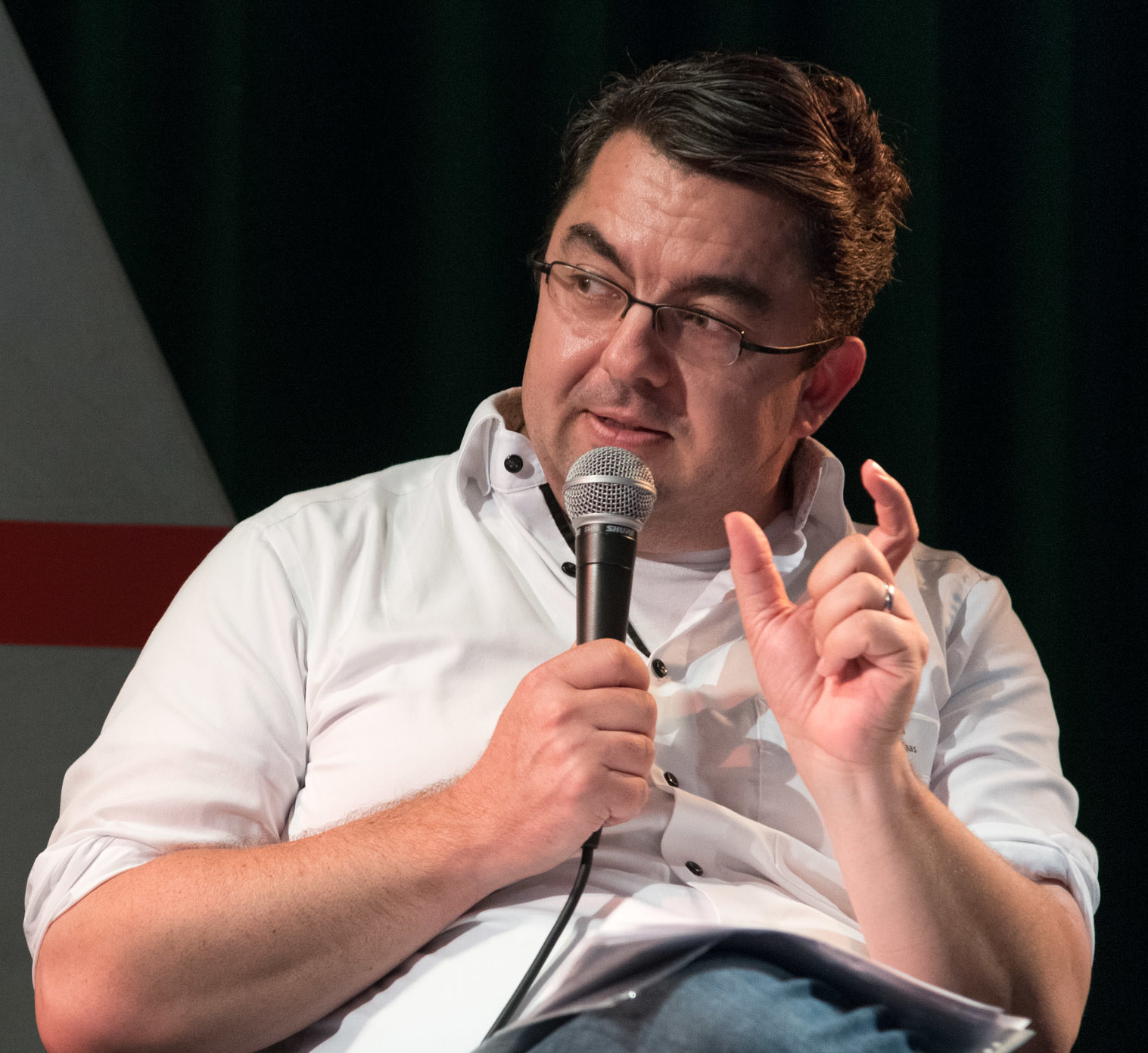
Thorsten Faas, 2020

Thorsten Faas (* 17. August 1975 in Idar-Oberstein) ist ein deutscher Politikwissenschaftler und Wahlforscher. Er ist Universitätsprofessor im Bereich Politische Soziologie der Bundesrepublik Deutschland am Otto-Suhr-Institut (OSI) für Politikwissenschaft der Freien Universität Berlin.

## Leben
Thorsten Faas studierte Politikwissenschaft an der Otto-Friedrich-Universität Bamberg und der London School of Economics and Political Science. Dort schloss er 2001 sein Studium mit einem Master of Science ab. Von 2001 bis 2003 war er an der Otto-Friedrich-Universität Bamberg, von 2003 bis 2008 an der Universität Duisburg-Essen und von 2008 bis 2009 an der Universität Mannheim als wissenschaftlicher Mitarbeiter tätig. Er wurde 2008 mit einer Arbeit über „Arbeitslosigkeit und Wählerverhalten. Direkte und indirekte Wirkungen auf Wahlbeteiligung und Parteipräferenzen in Ost- und Westdeutschland“ bei Rüdiger Schmitt-Beck an der Universität Duisburg-Essen promoviert. Die Arbeit wurde 2011 mit dem Förderpreis der Deutschen Vereinigung für Politische Wissenschaft für die beste Dissertation ausgezeichnet.
Von 2009 bis 2012 war Faas Juniorprofessor für Politikwissenschaft mit dem Schwerpunkt Wählerverhalten an der Universität Mannheim. Von September 2012 bis September 2017 war er Universitätsprofessor im Bereich „Empirische Politikforschung“ am Institut für Politikwissenschaft der Universität Mainz. Seit dem 1. Oktober 2017 ist er Universitätsprofessor im Bereich Politische Soziologie der Bundesrepublik Deutschland am Otto-Suhr-Institut für Politikwissenschaft der Freien Universität Berlin. In seiner Forschung beschäftigt er sich mit Wahlen, Wahlrecht, Wahlkämpfen und Wahlstudien.
Seit 2019 macht er gemeinsam mit dem Phoenix-Korrespondenten Erhard Scherfer den Politikpodcast Unter 3 bei Phoenix. Er tritt in den Medien zu aktuellen politischen Themen als Experte auf.
Faas ist Mitglied des Vorstands der Deutschen Vereinigung für Politikwissenschaft, des Präsidiums der Deutschen Gesellschaft für Wahlforschung und des Rates für Sozial- und Wirtschaftsdaten.

## Veröffentlichungen (Auswahl)
- Thorsten Faas, Kai Arzheimer, Sigrid Roßteutscher (Hrsg.): Information – Wahrnehmung – Emotion: Politische Psychologie in der Wahl- und Einstellungsforschung. VS, Wiesbaden 2010.
- Thorsten Faas: Arbeitslosigkeit und Wählerverhalten: Direkte und indirekte Wirkungen auf Wahlbeteiligung und Parteipräferenzen in Ost- und Westdeutschland. Nomos, Baden-Baden 2010.
- Kai Arzheimer, Thorsten Faas, Ulrich Rosar, Sigrid Roßteutscher (Hrsg.): Innovative Methoden der Wahl- und Einstellungsforschung. In: methoden – daten – analysen: Zeitschrift für Empirische Sozialforschung (Themenheft). 6, 2012, S. 67–244.
- Thorsten Faas, Kai Arzheimer, Sigrid Roßteutscher, Bernhard Weßels (Hrsg.): Koalitionen, Kandidaten, Kommunikation: Analysen zur Bundestagswahl 2009. Springer VS, Wiesbaden 2013.
- Thorsten Faas, Cornelia Frank, Harald Schoen (Hrsg.): Politische Psychologie: Ein interdisziplinäres Forschungsparadigma zur Erklärung politischer Phänomene (PVS Sonderheft 50), Nomos, Baden-Baden 2015.
- Thorsten Faas, Benjamin C. Sack: Politische Kommunikation in Zeiten von Social Media, BAPP, Bonn 2016.
- Sigrid Roßteutscher, Thorsten Faas, Ulrich Rosar (Hrsg.): Bürgerinnen und Bürger im Wandel der Zeit 25 Jahre Wahl- und Einstellungsforschung in Deutschland, Springer VS, Wiesbaden 2016.
- Thorsten Faas, Mona Krewel: Eine komplexe Dreiecksbeziehung: Politik – Medien – Bürger_innen und ihre wechselseitigen Einflüsse, Friedrich-Ebert-Stiftung, Bonn 2017.
- Thorsten Faas, Dietmar Molthagen, Tobias Mörschel (Hrsg.): Demokratie und Demoskopie: Machen Zahlen Politik? Springer VS, Wiesbaden 2017.
- Jürgen Maier, Thorsten Faas: TV-Duelle, Wiesbaden: Springer VS, 2019.
- Thorsten Faas, Oscar W. Gabriel, Jürgen Maier (Hrsg.): Handbuch der politikwissenschaftlichen Einstellungs- und Verhaltensforschung, Baden-Baden: Nomos, 2020.